# 庫吉唐蝸牛屬
庫吉唐蝸牛屬（學名：Kugitangia）是巴蜗牛族之下的一個屬，以土庫曼最高峰所在的庫吉唐套山脈命名。本屬現時只有一個物種，就是Kugitangia hatagica Schileyko, Pazilov & Abdulazizova, 2017。